# روس ليون
روس ليون (بالإنجليزية: Ross Lyon)‏ هو لاعب كرة قدم أسترالية أسترالي، ولد في 8 نوفمبر 1966.

## وصلات خارجية
- روس ليون على موقع AustralianFootball.com (الإنجليزية)
- روس ليون على موقع AFLtables.com (الإنجليزية)